# Abdullah bin Mutaib bin Abdullah Al Saud
Prinz Abdullah bin Mutaib bin Abdullah bin Abdulaziz Al Saud (arabisch عبد الله بن متعب آل سعود, DMG ʿAbd Allāh b. Mutʿib Āl Saʿūd; * 13. Oktober 1984 in London) ist ein saudi-arabischer Prinz und Reitsportler.

## Persönliches
Abdullah ist ein Sohn von Mutaib bin Abdullah und ein Enkel des saudischen Königs Abdullah. Er studierte Rechtswissenschaften an der König-Saud-Universität in Riad.
Abdullah ist mit seiner Cousine 2. Grades Sara bint Abdullah bin Musa’id, einer Urenkelin Ibn Sauds, verheiratet.

## Werdegang
Im Alter von sieben Jahren begann er mit dem Reitsport und gab 2002 sein internationales Debüt. 2006 gewann er bei den Asienspielen in Doha mit der saudischen Equipe die Goldmedaille im Springreiten. In der Einzelkonkurrenz wurde er Achter. 2008 nahm er auf Obelix erstmals an Olympischen Spielen teil. Mit der Mannschaft erreichte er Rang 11, als Einzelreiter Rang 54.
2012 gewann er bei den Olympischen Spielen in London auf Davos mit der saudischen Mannschaft im Springreiten die Bronzemedaille.
Ab Mai 2012 trainierte er bei Paul Schockemöhle in Deutschland. Seit 2010 wird die saudi-arabische Mannschaft von Stanny van Paesschen trainiert. Ende April 2014 gab der saudi-arabische Pferdesportverband bekannt, dass Abdullah seine internationale Sportlerlaufbahn beenden werde. Er bleibe dem Pferdesport aber verbunden, unter anderem als Patron von Turnieren in seinem Heimatland.

## Pferde (Auszug)
- Obelix (* 1996), brauner KWPN-Wallach, Vater: Burggraaf, Muttervater: Nimmerdor; zuvor von Hervé Godignon und Otto Becker geritten[4]
- Davos (* 2000, ehemals Candiago Z), Zangersheide Schimmelwallach, Vater: Cathago Z
- Allah Jabek (* 1997), brauner Selle-Français-Wallach, Vater: Quidam de Revel[5]

## Erfolge

### Championate und Weltcup
- Olympische Spiele:
  - 2008, Hongkong: mit Obelix 11. Platz mit der Mannschaft und 54. Platz im Einzel
  - 2012, London: mit Davos 3. Platz mit der Mannschaft und 26. im Einzel
- Asienspiele:
  - 2006, Doha: mit Saudia 1. Platz mit der Mannschaft und 8. Platz im Einzel
  - 2010, Guangzhou: mit Obelix 1. Platz mit der Mannschaft und 21. Platz im Einzel
- Panarabische Spiele:
  - 2011, Doha: mit Sanorita 1. Platz mit der Mannschaft und 14. Platz im Einzel
- Weltreiterspiele:
  - 2006, Aachen: mit Allah Jabek 22. Platz mit der Mannschaft und 113. Platz im Einzel
- Weltcupfinale:
  - 2007, Las Vegas: mit Al Saad Khaled 39. Platz
  - 2010, Genf: mit Allah Jabek 25. Platz[6]

## Vorfahren
| Ahnentafel Prinz Abdullah | Ahnentafel Prinz Abdullah           | Ahnentafel Prinz Abdullah         | Ahnentafel Prinz Abdullah         | Ahnentafel Prinz Abdullah         | Ahnentafel Prinz Abdullah            | Ahnentafel Prinz Abdullah           | Ahnentafel Prinz Abdullah           | Ahnentafel Prinz Abdullah         |
| ------------------------- | ----------------------------------- | --------------------------------- | --------------------------------- | --------------------------------- | ------------------------------------ | ----------------------------------- | ----------------------------------- | --------------------------------- |
| Ururgroßeltern            | Emir Abdul Rahman ⚭ Sara Al Sudairi | al-Asi Al Shammari ⚭ ?            | Abdullah Al Otaishan ⚭ ?          | Mohammed Al Dakhil ⚭ ?            | Prinz Abdulaziz bin Saud Al Saud ⚭ ? | Emir Abdul Rahman ⚭ Sara Al Sudairi | Emir Abdul Rahman ⚭ Sara Al Sudairi | al-Asi Al Shammari ⚭ ?            |
| Urgroßeltern              | König Abdulaziz ⚭ Fahda             | König Abdulaziz ⚭ Fahda           | Mohammed ⚭ Hussa                  | Mohammed ⚭ Hussa                  | Prinz Mohammed ⚭ Prinzessin Munira   | Prinz Mohammed ⚭ Prinzessin Munira  | König Abdulaziz ⚭ Fahda             | König Abdulaziz ⚭ Fahda           |
| Großeltern                | König Abdullah ⚭ Munira             | König Abdullah ⚭ Munira           | König Abdullah ⚭ Munira           | König Abdullah ⚭ Munira           | Prinz Abdullah ⚭ Prinzessin Nuf      | Prinz Abdullah ⚭ Prinzessin Nuf     | Prinz Abdullah ⚭ Prinzessin Nuf     | Prinz Abdullah ⚭ Prinzessin Nuf   |
| Eltern                    | Prinz Mutaib ⚭ Prinzessin Jawahir   | Prinz Mutaib ⚭ Prinzessin Jawahir | Prinz Mutaib ⚭ Prinzessin Jawahir | Prinz Mutaib ⚭ Prinzessin Jawahir | Prinz Mutaib ⚭ Prinzessin Jawahir    | Prinz Mutaib ⚭ Prinzessin Jawahir   | Prinz Mutaib ⚭ Prinzessin Jawahir   | Prinz Mutaib ⚭ Prinzessin Jawahir |